# Сулистровский, Казимир Алоизович
Казимир Алоизович Сулистровский (1778, Речь Посполитая — 12 августа 1818, Пинск, Минская губерния, Российская империя) — русский государственный деятель, виленский губернский предводитель дворянства (1809—1813), минский гражданский губернатор (1816—1818).

## Биография
Родился в 1778 году в Речи Посполитой. Выходец из польского католического шляхетского рода Сулистровских герба Любич. Род Сулистровских известен на территории Великого княжества Литовского с начала XVI века. Сын активного участника восстания Костюшко и члена созданного повстанцами правительства Алоизия Сулистровского, подстолия и писаря великого литовского, умершего в 1795 году в эмиграции во Флоренции.
Начальное образование получил дома, после чего учился за границей и в престижном учебном заведении Collegium Nobilium в Варшаве. Будучи подданным Российской империи, служил сперва Свенцянским уездным (1805—1809), а затем Виленским губернским предводителем дворянства (1809—1813). Кавалер ордена Святой Анны 2 степени (1809), статский советник (1810).
Кавалер ордена Святой Анны 1 степени (апрель 1812). Во время Отечественной войны 1812 года, в отличие от многих польских дворян, отказался поддержать Наполеона и эвакуировался вглубь России вместе с русской армией. 
В 1816 году был назначен минским гражданским губернатором. В 1818 году скончался, находясь в должности, во время визита в уездный город Пинск. По некоторым данным, успел получить чин действительного статского советника, по другим — не производился в этот чин.
Казимир Сулистровский был богатейшим землевладельцем. Ему принадлежало 2,5 тысячи душ крепостных крестьян в уездах Мозырском и Вилейском (Минской губернии) и Виленском (одноименной губернии).
Сулистровский также был известен как масон, член нескольких разных лож в Санкт-Петербурге, Несвиже и Вильне. В последний год жизни был вице-президентом Минского отделения Российского библейского общества.
Его главной резиденцией была усадьба Шеметово поблизости от Мяделя, где он был похоронен в фамильном склепе рядом с костёлом Божией Матери Неустанной Помощи, который сам построил.

## Семья
Сулистровский был женат на Каролине Абрамович (1790—1849), дочери шляхтича Виленской губернии. Каролина и их единственный общий сын страдали психическими расстройствами. В то же время, кроме сына, в браке родились две здоровые дочери, одна из которых была замужем за Иосифом Снядецким, сыном химика Андрея Снядецкого, а другая — за богатым промышленником, дворянином Александром Скирмунтом.